# Heinkel Tourist

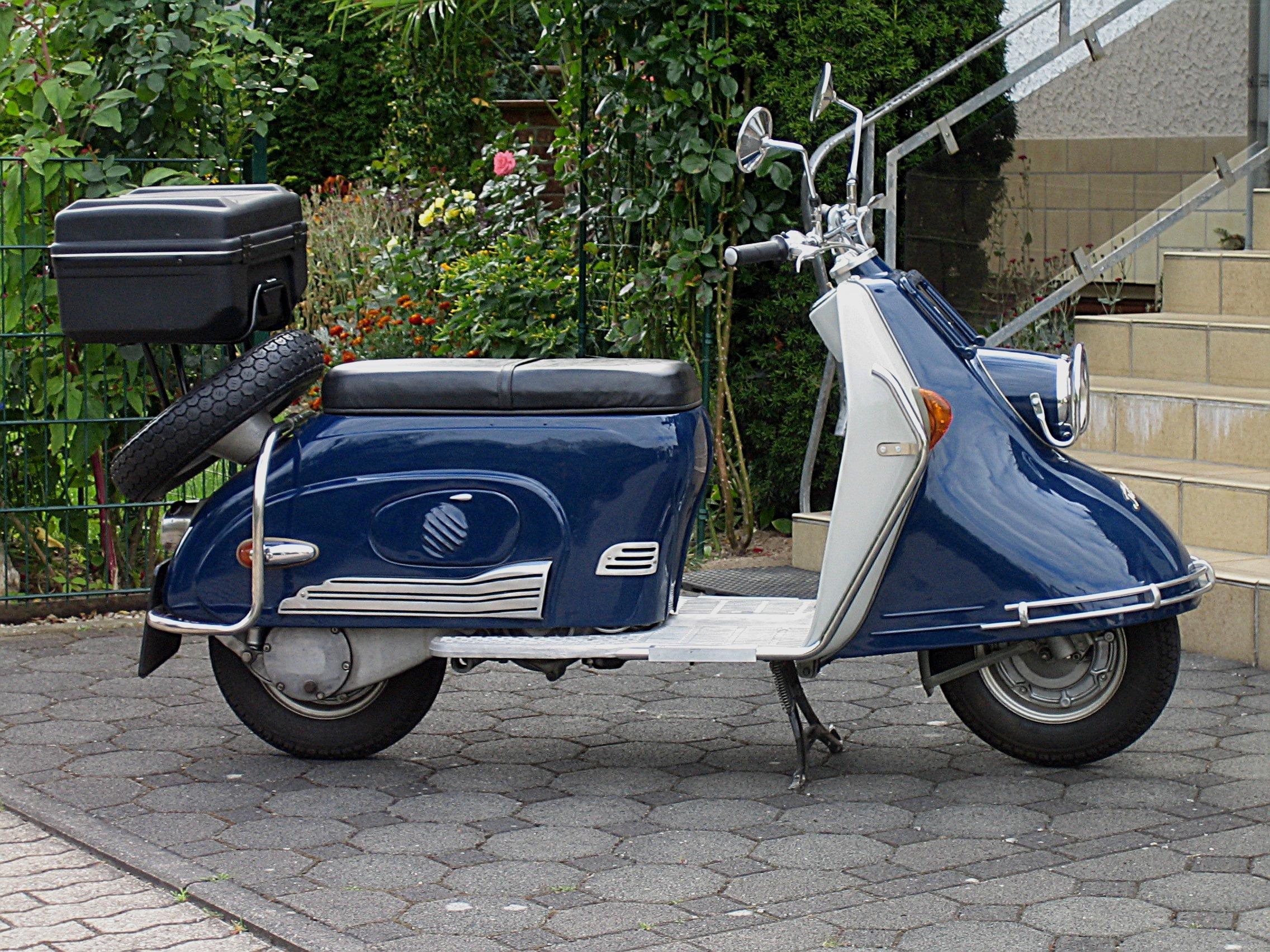
Heinkel Tourist 103 A0 (Baujahr 1956)

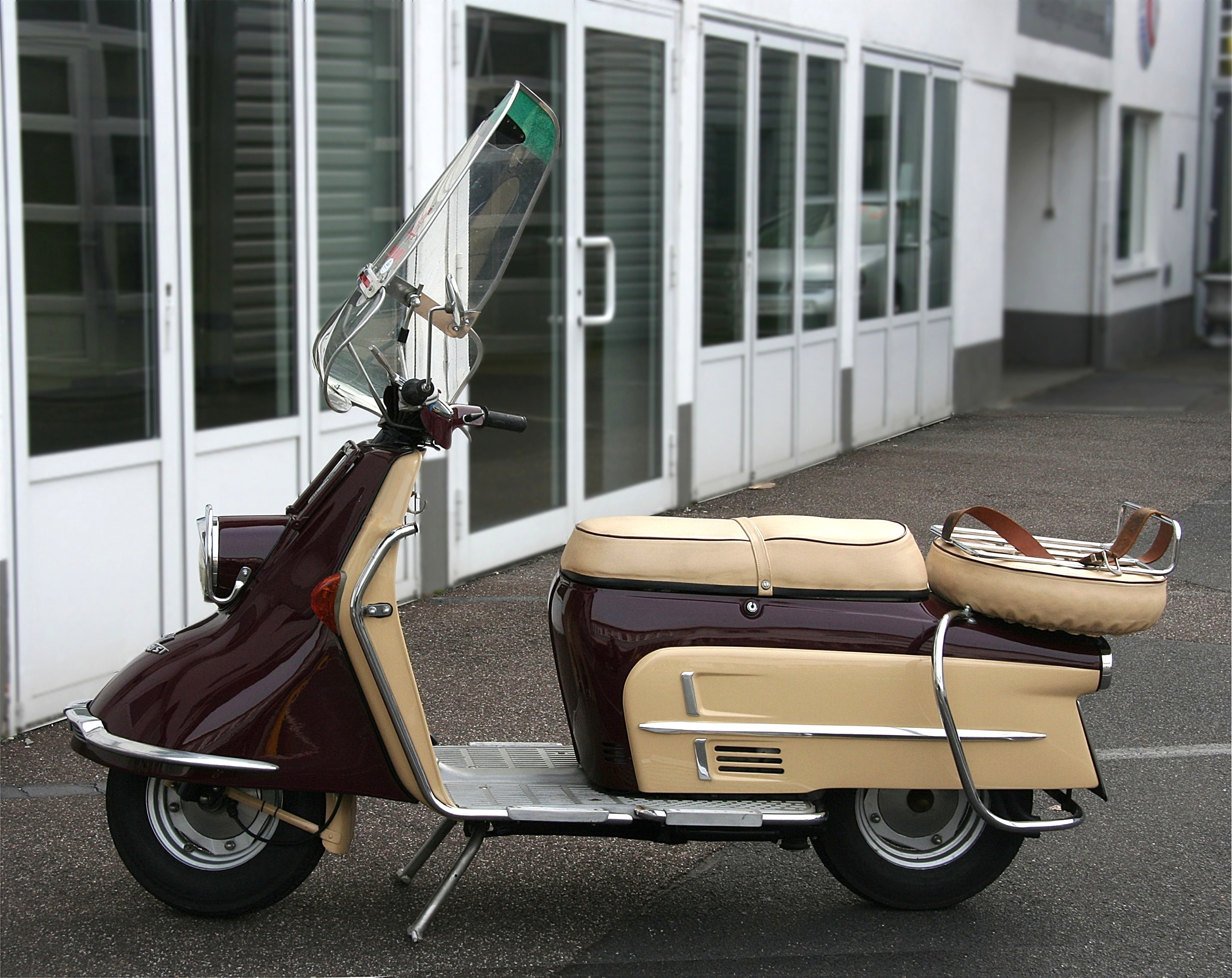
Heinkel Tourist 103 A2 mit „Langheck“

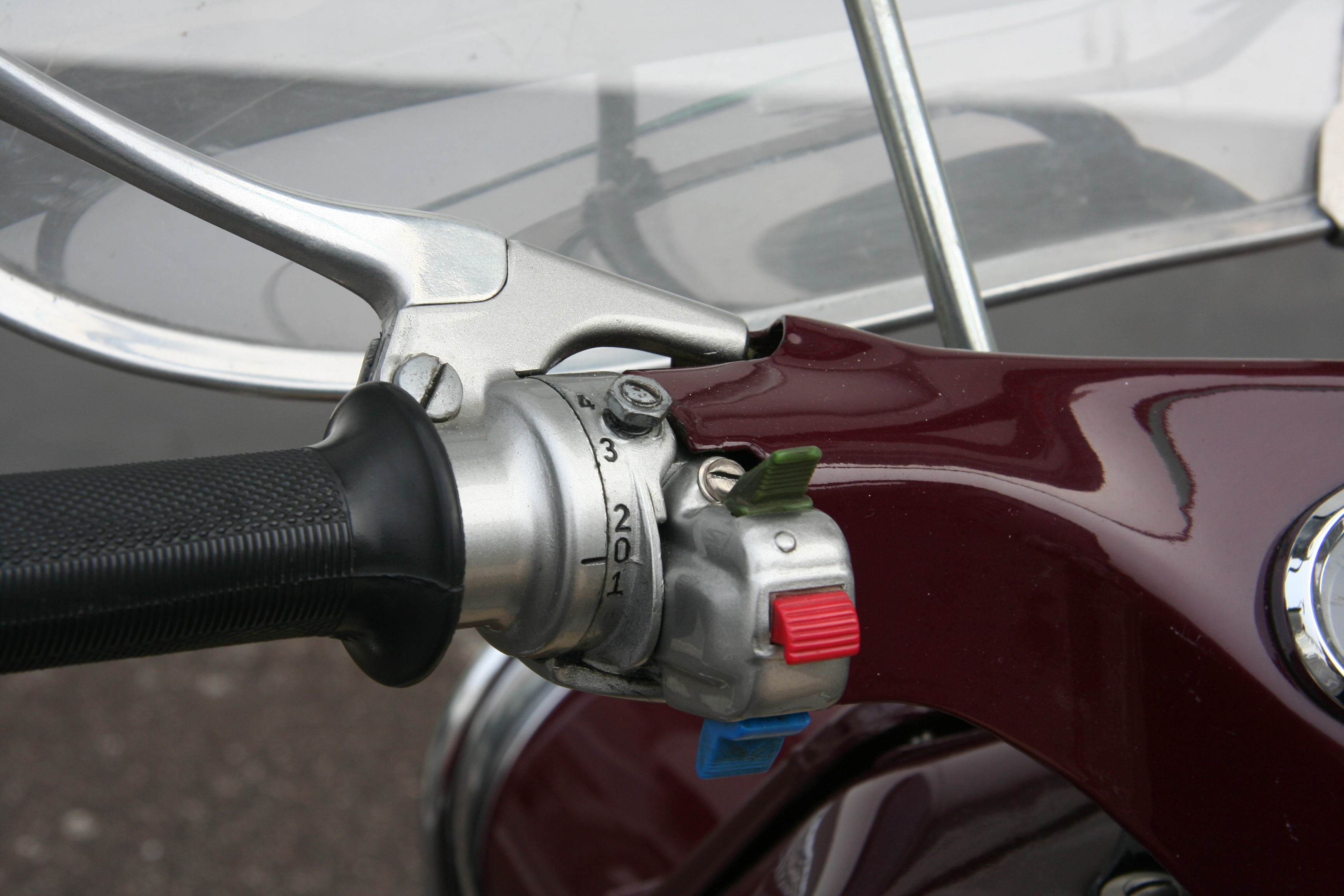
Drehgriffschaltung des Vierganggetriebes

Der Heinkel Tourist ist ein Motorroller, den die Ernst Heinkel AG, Stuttgart von 1953 bis 1965 herstellte. Reinhard Lintelmann nennt in seinem Buch Die Motorroller und Kleinwagen der fünfziger Jahre „Januar 1954“ als Produktionsbeginn.

## Technik
Als einziger deutscher Motorroller seiner Zeit war der Heinkel Tourist mit einem Viertaktmotor ausgestattet. Im 101 A0 hatte der luftgekühlte Einzylindermotor einen Hubraum von 149 cm³ und leistete 7,2 PS bei 5200/min. Im 102 A1 wurde der Hubraum auf 174 cm³ erhöht, wodurch die Motorleistung auf 9,2 PS bei 5500/min stieg. Außerdem erhielt mit diesem Modell jeder Roller einen Elektrostarter. 103 A1 und A2 erreichten mit diesem Motor 9,5 PS bei 5750/min. Der Verbrauch blieb bei weniger als 3 Liter Benzin auf 100 km. In Kombination mit dem Viergang-Klauengetriebe mit Handschaltung, das mit dem 103 A0 eingeführt wurde (vorher Dreigang), erreichte er eine Höchstgeschwindigkeit von 95 km/h (mit einem Plexiglas-Brustschild über 100 km/h).
Der Typ 103 A1 (Ende 1957) bekam als wichtigste technische Verbesserung eine Dreipunktgummilagerung für den Motor. Äußerlich ist er an dem Schalenlenker mit integriertem Tachometer zu erkennen, ohne die vorher serienmäßige Zeituhr. 1960 brachte Heinkel mit dem 103 A2 die letzte Variante des Tourist heraus, mit elegantem „Langheck“, integrierter breiter Schlussleuchte und serienmäßiger Blinkanlage.
Zur serienmäßigen Ausstattung des Heinkel Tourist gehörten von Anfang an ein vorklappbarer Buggepäckträger über dem Scheinwerfer und ein Heckgepäckträger über dem Reserverad.
Der Roller war als Autoersatz konstruiert und überzeugte vor allem durch seine Zuverlässigkeit und Robustheit. Der Viertaktmotor war in Kombination mit dem wartungsarmen, in Öl laufenden Kettenantrieb nahezu unverwüstlich. Mit einer Länge von wenig mehr als 2 Metern und der ausladenden Verkleidung hob sich der Heinkel Tourist deutlich von anderen Motorrollern seiner Zeit ab. Mit seiner hohen zulässigen Zuladung von bis zu 200 kg je nach Modell und einer Steigfähigkeit von 32 % im ersten Gang war er auch für Urlaubsreisen über die Alpen geeignet.
Beim Heinkel Tourist schwingt die Einarmschwinge, die zugleich Kettenkasten ist, um das Antriebskettenrad, so dass beim Ein-/Ausfedern keine Schwankungen der Kettenspannung entstehen. Anfangs waren Feder und Dämpfer getrennt.

## Technische Daten
|                       | 101 A0 (1953)                                                                                   | 102 A1 (1955)                                                                                  | 103 A0 (1956)                                                                                  | 103 A1 (1957)                                                                                  | 103 A2 (1960)                                                                                  |
| --------------------- | ----------------------------------------------------------------------------------------------- | ---------------------------------------------------------------------------------------------- | ---------------------------------------------------------------------------------------------- | ---------------------------------------------------------------------------------------------- | ---------------------------------------------------------------------------------------------- |
| Motor                 | gebläsegekühlter Einzylinder-Viertaktmotor, Kickstarter; ab Juni 1954: wahlweise Elektrostarter | gebläsegekühlter Einzylinder-Viertaktmotor, Elektrostarter                                     | gebläsegekühlter Einzylinder-Viertaktmotor, Elektrostarter                                     | gebläsegekühlter Einzylinder-Viertaktmotor, Elektrostarter                                     | gebläsegekühlter Einzylinder-Viertaktmotor, Elektrostarter                                     |
| Ventilsteuerung       | OHV-Ventilsteuerung                                                                             | OHV-Ventilsteuerung                                                                            | OHV-Ventilsteuerung                                                                            | OHV-Ventilsteuerung                                                                            | OHV-Ventilsteuerung                                                                            |
| Bohrung × Hub         | 54,5 × 59 mm                                                                                    | 60 × 61,5 mm                                                                                   | 60 × 61,5 mm                                                                                   | 60 × 61,5 mm                                                                                   | 60 × 61,5 mm                                                                                   |
| Hubraum               | 149 cm³                                                                                         | 174 cm³                                                                                        | 174 cm³                                                                                        | 174 cm³                                                                                        | 174 cm³                                                                                        |
| Leistung              | 7,2 PS (5,3 kW) bei 5200/min                                                                    | 9,2 PS (6,8 kW) bei 5500/min                                                                   | 9,2 PS (6,8 kW) bei 5500/min                                                                   | 9,5 PS (7 kW) bei 5750/min                                                                     | 9,5 PS (7 kW) bei 5750/min                                                                     |
| Elektrische Anlage    | 6 V                                                                                             | 12 V                                                                                           | 12 V                                                                                           | 12 V                                                                                           | 12 V                                                                                           |
| Getriebe              | 3-Gang mit Magura-Drehgriffschaltung                                                            | 3-Gang mit Magura-Drehgriffschaltung                                                           | 4-Gang mit Drehgriffschaltung                                                                  | 4-Gang mit Drehgriffschaltung                                                                  | 4-Gang mit Drehgriffschaltung                                                                  |
| Endantrieb            | Kette (vollgekapselter Kettenkasten mit Ölbad)                                                  | Kette (vollgekapselter Kettenkasten mit Ölbad)                                                 | Kette (vollgekapselter Kettenkasten mit Ölbad)                                                 | Kette (vollgekapselter Kettenkasten mit Ölbad)                                                 | Kette (vollgekapselter Kettenkasten mit Ölbad)                                                 |
| Rahmen                | Stahlrohrrahmen                                                                                 | Stahlrohrrahmen                                                                                | Stahlrohrrahmen                                                                                | Stahlrohrrahmen                                                                                | Stahlrohrrahmen                                                                                |
| Maße (L × B × H)      | 1980 × 710 × 980 mm                                                                             | 1980 × 710 × 980 mm                                                                            | 2060 × 710 × 1000 mm                                                                           | 2085 × 710 × 1000 mm                                                                           | 2020 × 710 × 1000 mm                                                                           |
| Radstand              | 1330 mm                                                                                         | 1390 mm                                                                                        | 1370 mm                                                                                        | 1375 mm                                                                                        | 1380 mm                                                                                        |
| Radaufhängung vorn    | Teleskopgabel mit hydraulischen Stoßdämpfern                                                    | Teleskopgabel mit hydraulischen Stoßdämpfern                                                   | Teleskopgabel mit hydraulischen Stoßdämpfern                                                   | Teleskopgabel mit hydraulischen Stoßdämpfern                                                   | Teleskopgabel mit hydraulischen Stoßdämpfern                                                   |
| Radaufhängung hinten  | Einarmschwinge (als Kettenkasten ausgebildet), Federbein mit hydraulischem Teleskopstoßdämpfer  | Einarmschwinge (als Kettenkasten ausgebildet), Federbein mit hydraulischem Teleskopstoßdämpfer | Einarmschwinge (als Kettenkasten ausgebildet), Federbein mit hydraulischem Teleskopstoßdämpfer | Einarmschwinge (als Kettenkasten ausgebildet), Federbein mit hydraulischem Teleskopstoßdämpfer | Einarmschwinge (als Kettenkasten ausgebildet), Federbein mit hydraulischem Teleskopstoßdämpfer |
| Bereifung vorn        | 4.00 × 8″                                                                                       | 4.00 × 8″                                                                                      | 4.00 × 10″                                                                                     | 4.00 × 10″                                                                                     | 4.00 × 10″                                                                                     |
| Bereifung hinten      | 4.00 × 8″                                                                                       | 4.00 × 8″                                                                                      | 4.00 × 10″                                                                                     | 4.00 × 10″                                                                                     | 4.00 × 10″                                                                                     |
| Bremsen               | Trommelbremsen vorn/hinten                                                                      | Trommelbremsen vorn/hinten                                                                     | Trommelbremsen vorn/hinten                                                                     | Trommelbremsen vorn/hinten                                                                     | Trommelbremsen vorn/hinten                                                                     |
| Leergewicht           | 129 kg                                                                                          | 133 kg                                                                                         | 152 kg                                                                                         | 156 kg                                                                                         | 148 kg                                                                                         |
| Tankinhalt            | ca. 11,5 Liter                                                                                  | ca. 11,5 Liter                                                                                 | ca. 11,5 Liter                                                                                 | ca. 11,5 Liter                                                                                 | ca. 11,5 Liter                                                                                 |
| Höchstgeschwindigkeit | ca. 85 km/h                                                                                     | ca. 95 km/h                                                                                    | ca. 95 km/h                                                                                    | ca. 95 km/h                                                                                    | ca. 95 km/h                                                                                    |
| Preis                 | 1790 DM                                                                                         | 1890 DM                                                                                        | 1790 DM                                                                                        | 1890 DM                                                                                        | 1925 DM                                                                                        |

## Modellgeschichte
Nach dem Zweiten Weltkrieg wurden die meisten Produktionsanlagen der Ernst Heinkel AG (Rostock) demontiert. Zum Neubeginn ab 1950 produzierten die Heinkel-Werke in Stuttgart zunächst Motoren und ab 1952 ein Moped mit eigenem Zweitaktmotor. Ab 1953 wurde der Heinkel Tourist gebaut, 1954 die Produktion ins neue Werk nach Karlsruhe verlegt, wo er bis Ende 1965 hergestellt wurde.
Er wurde in den frühen Jahren des deutschen Wirtschaftswunders zu einem beliebten Fortbewegungsmittel. Wer sich noch kein Auto leisten konnte, aber weder einen der üblichen Zweitakt-Roller noch ein Moped oder ein Motorrad fahren wollte, entschied sich häufig für einen Heinkel Tourist.
Die Deutsche Bundespost erwarb etwa 100 Fahrzeuge unter anderem für die Zustellung von Telegrammen.
Von den mehr als 160.000 produzierten Heinkel Tourist waren 2015 in Deutschland noch mehr als 7000 zugelassen. Da es auf dem deutschen Markt nur noch wenige aktive Hersteller für Motorroller gibt, ist die Marke Heinkel damit nach wie vor eine der häufigsten in Deutschland.
1955 erweiterten die Heinkel-Werke in dem zugekauften Fabrikgebäude in Speyer das Sortiment um drei-, später vierrädrige Rollermobile („Kabine 153“ und „Kabine 154“) sowie das verbesserte Moped „Perle“. 1956 wurde zusätzlich ein kleiner Roller mit 125-cm³-Viertaktmotor vorgestellt, der jedoch nicht in Serie ging. Nur fünf Stück sollen gebaut worden sein. Von 1962 bis 1964 bot Heinkel außerdem einen Zweitakt-Roller mit der Bezeichnung „Heinkel 150“ an.

## Bilder

Heinkel Tourist 103 A0 (Baujahr 1956)
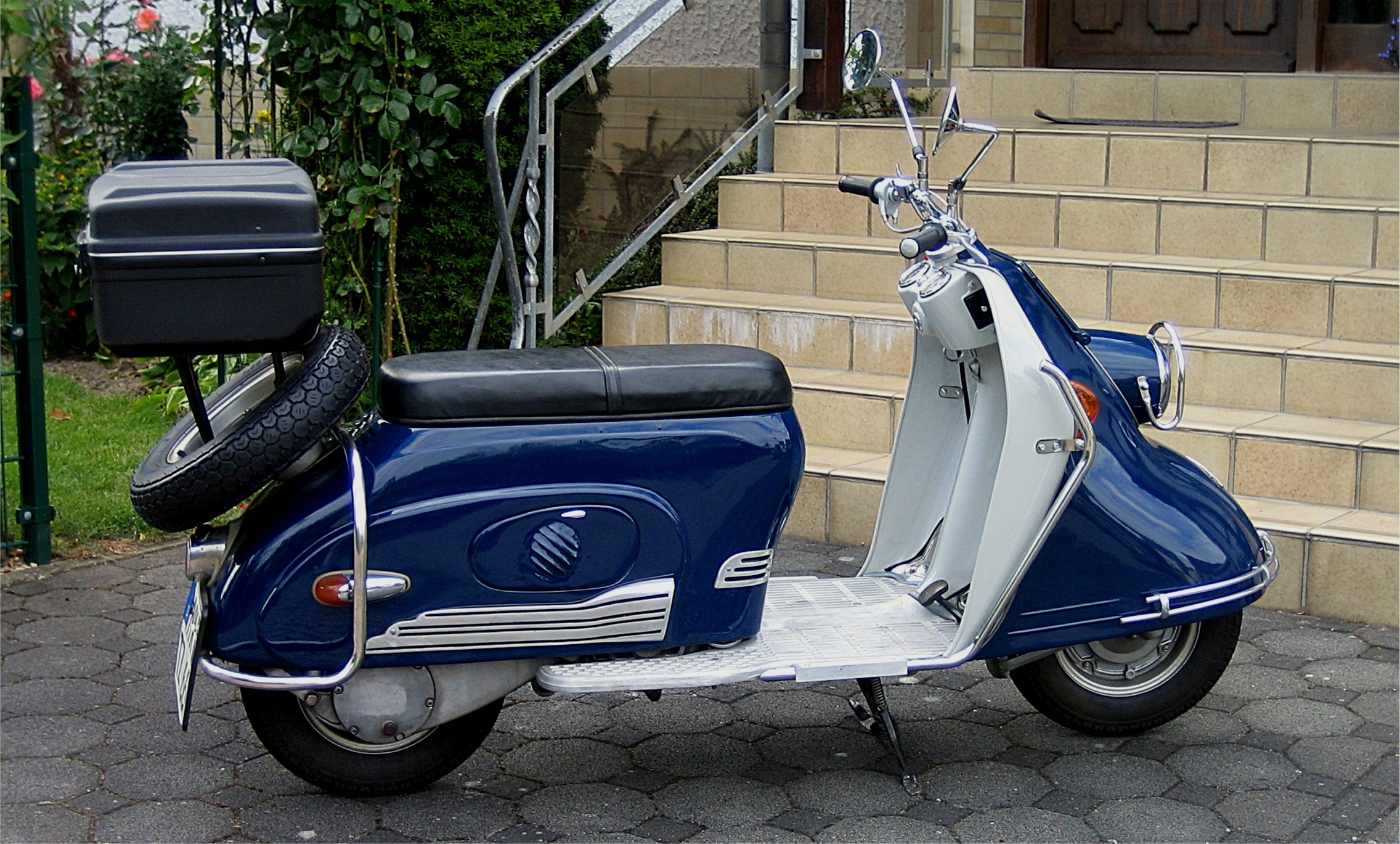
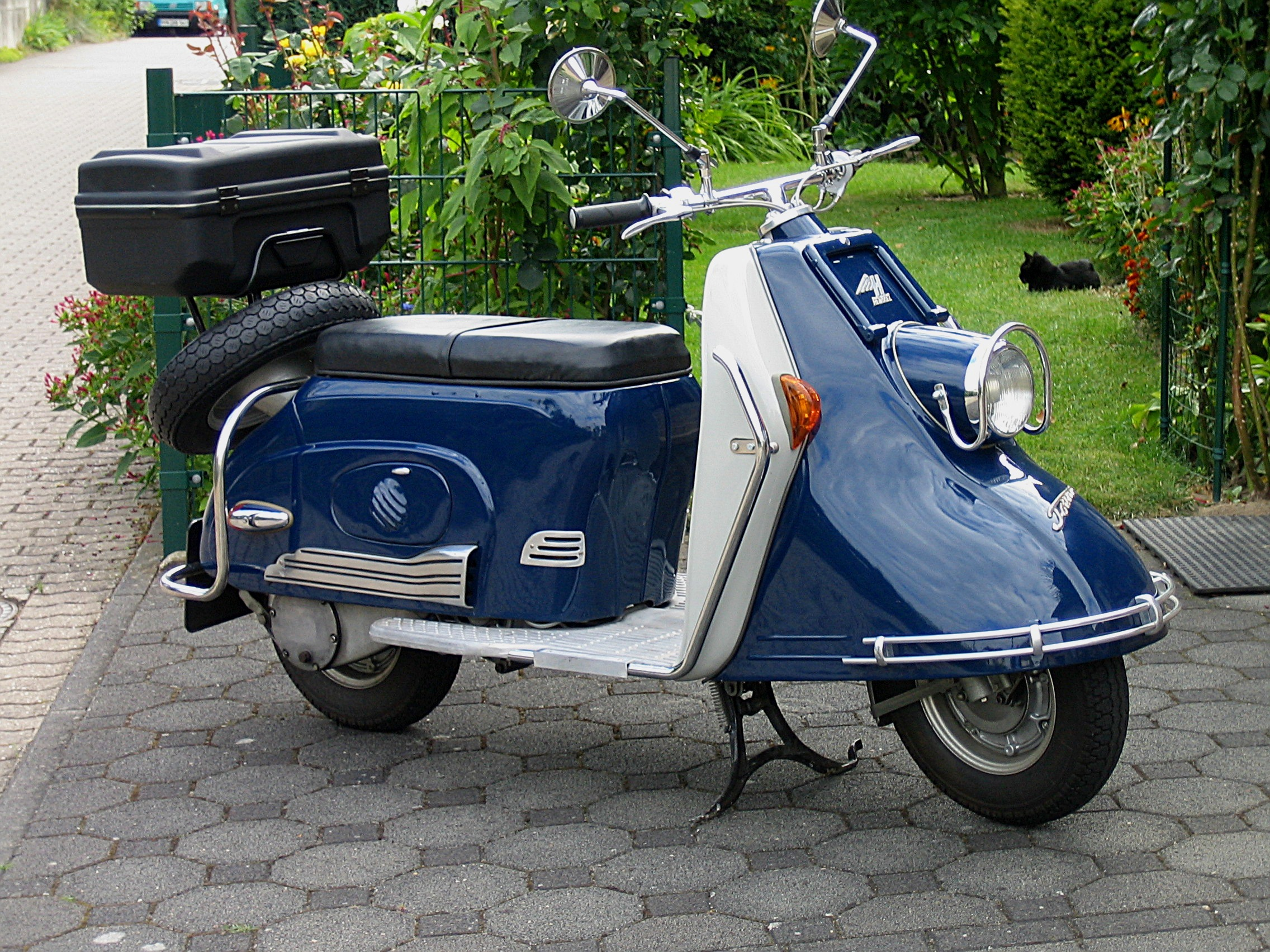
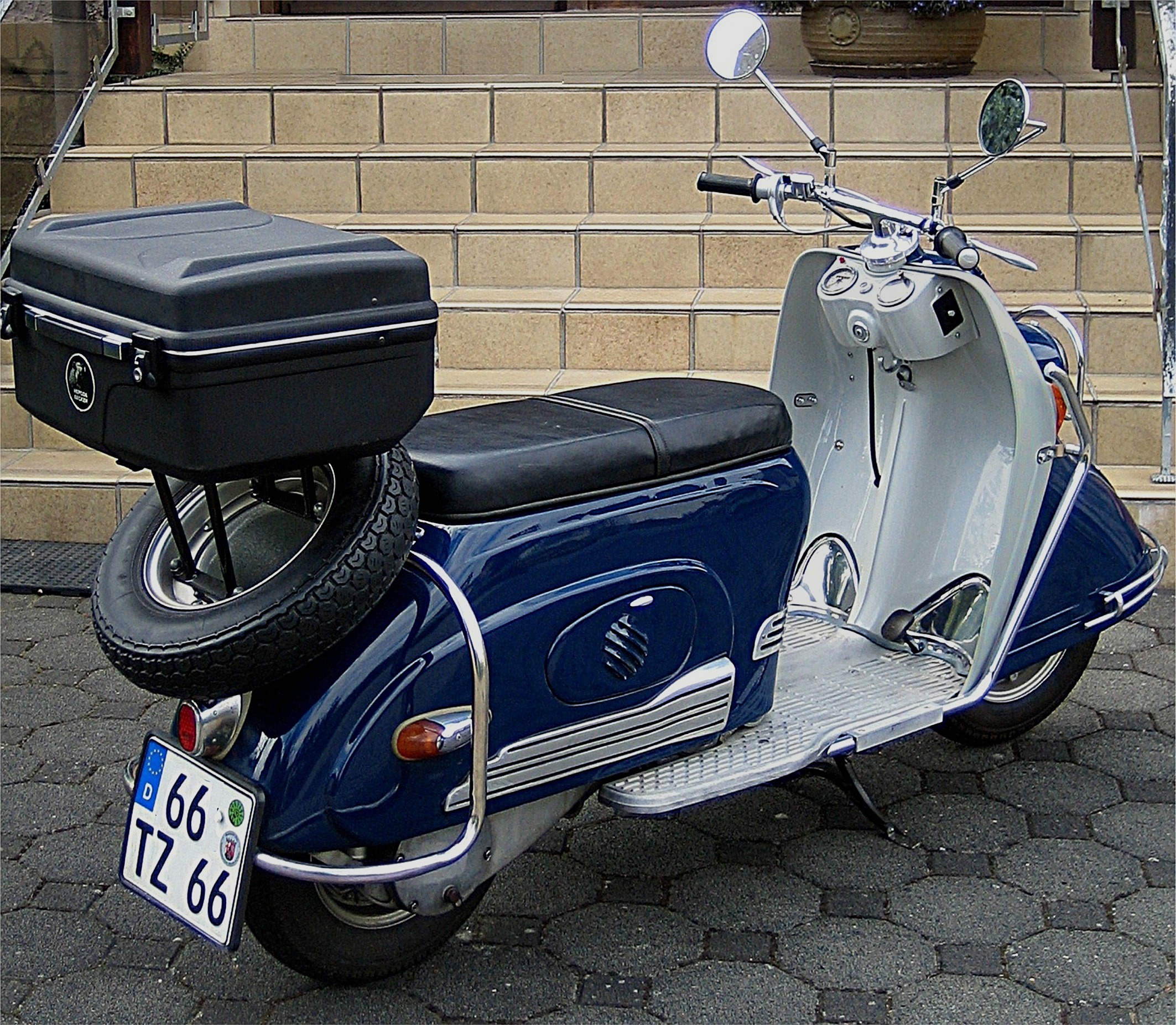
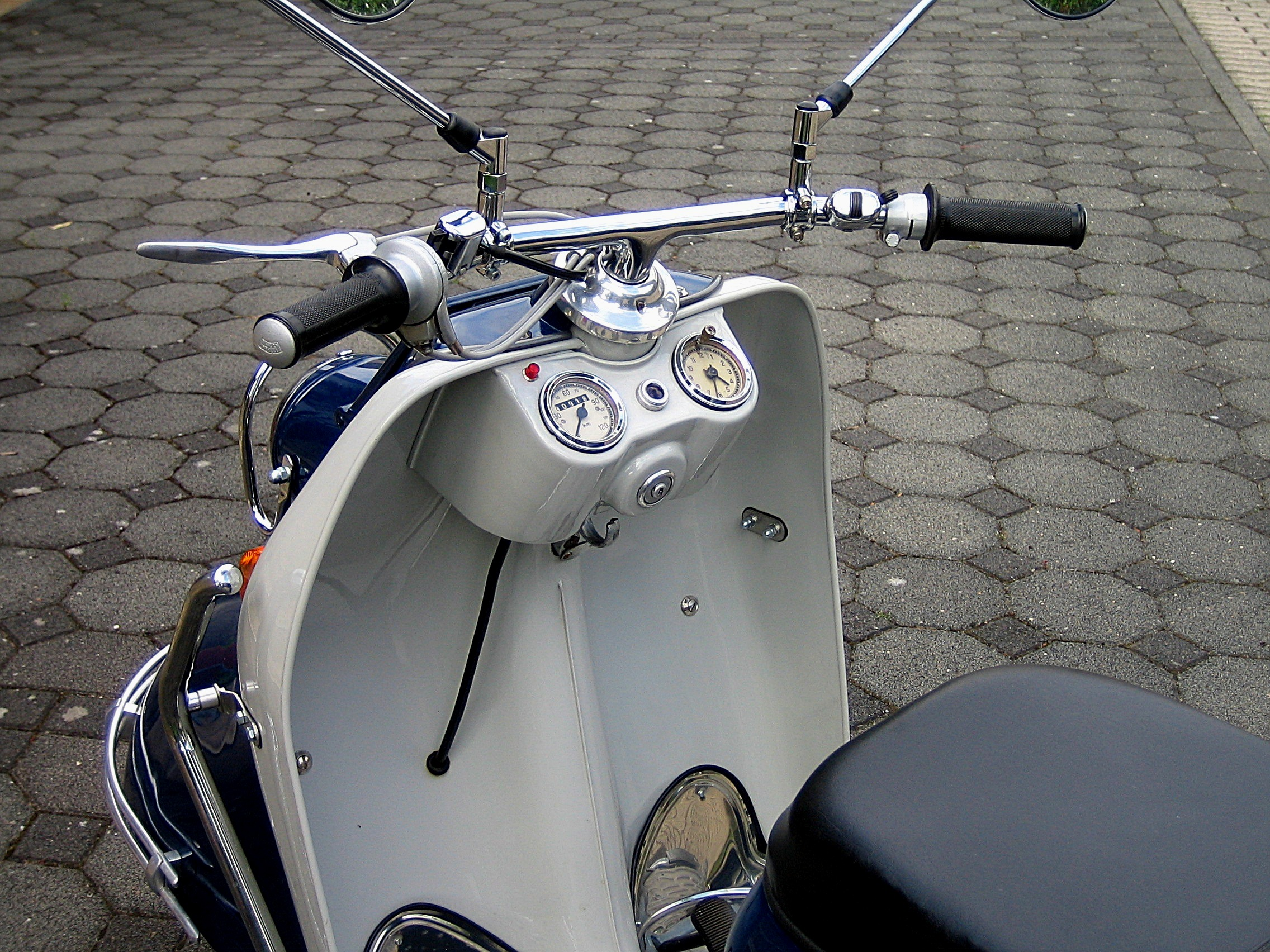

Heinkel Tourist 103 A1 mit Schalenlenker
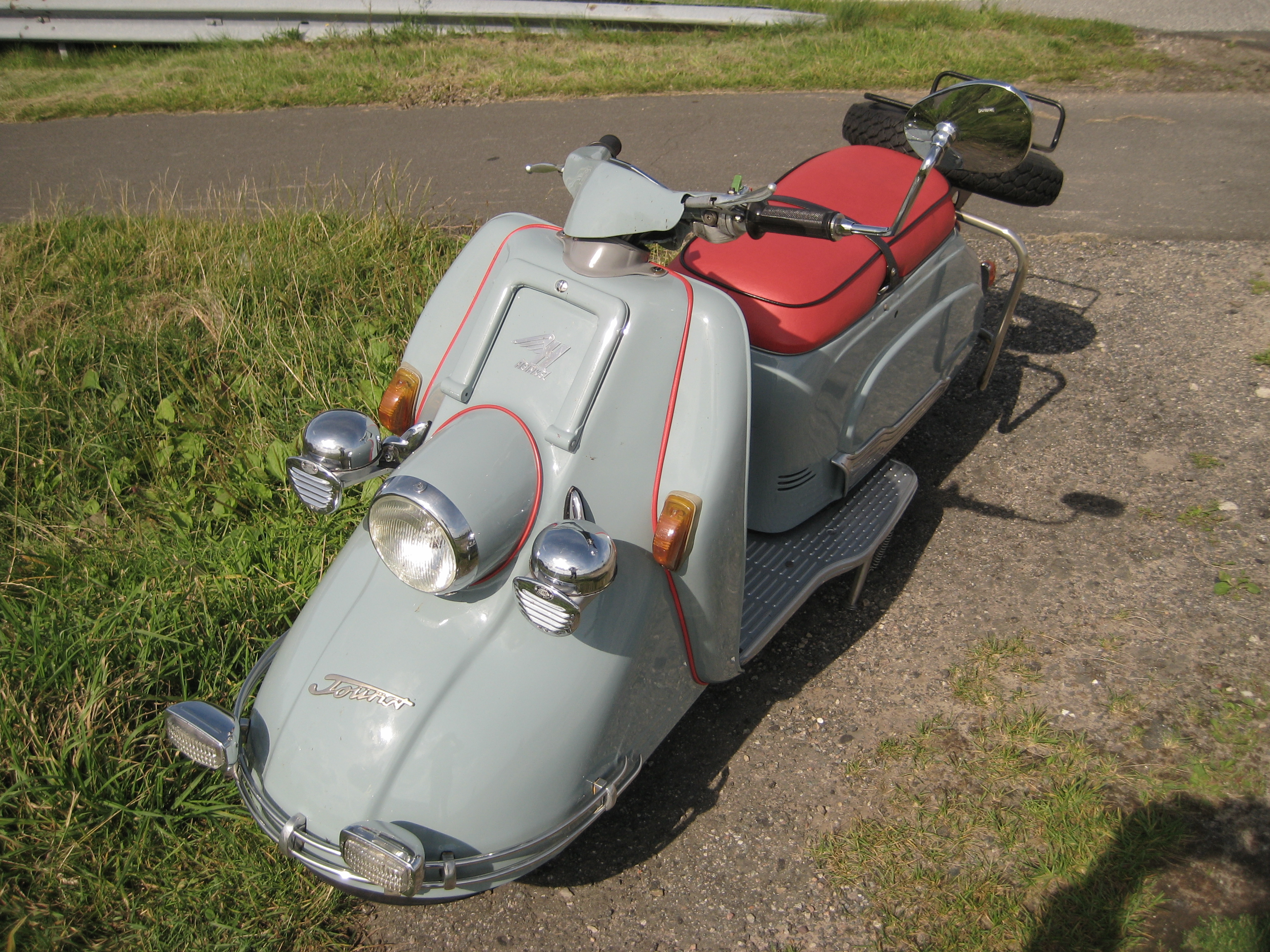
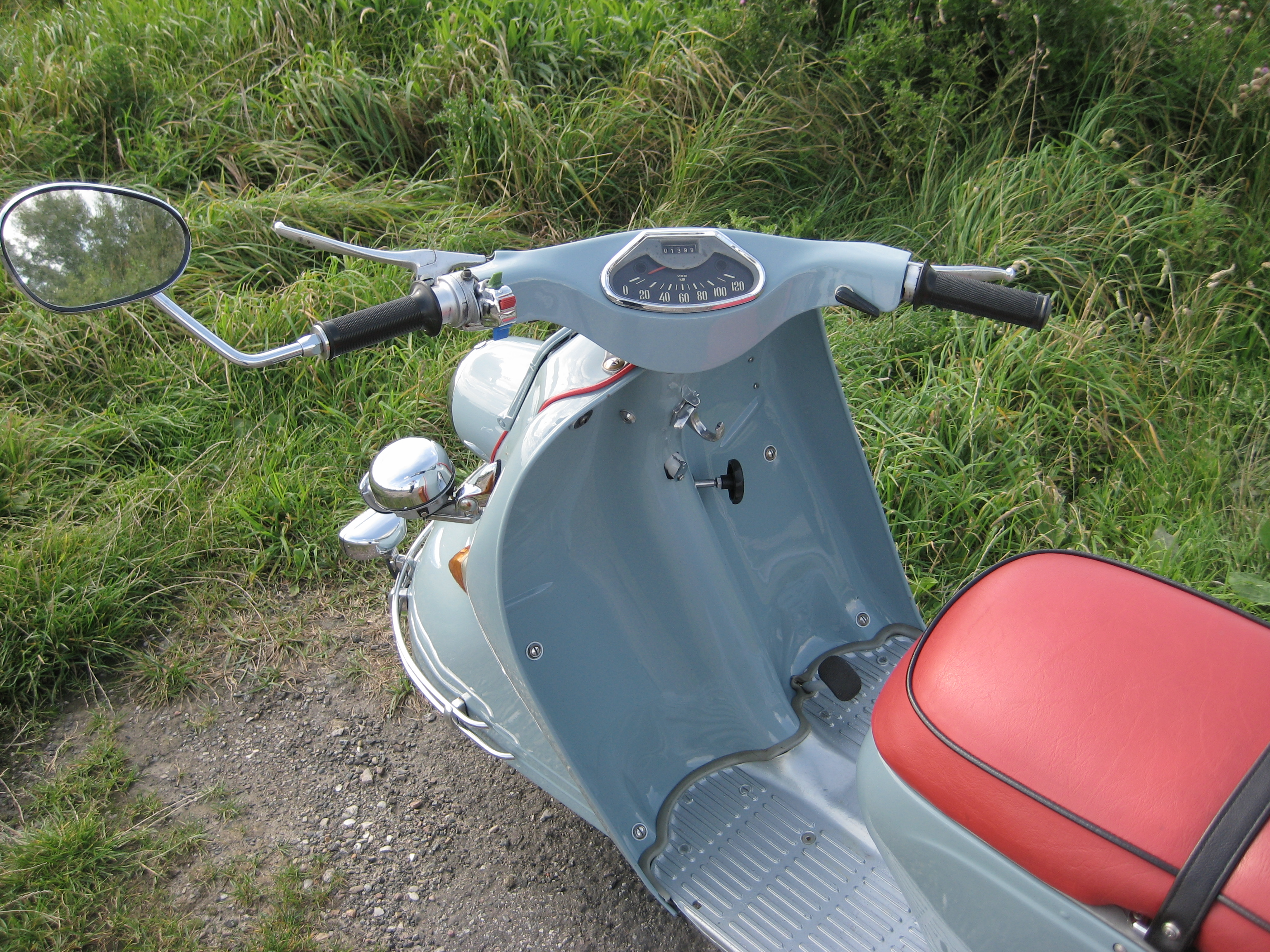
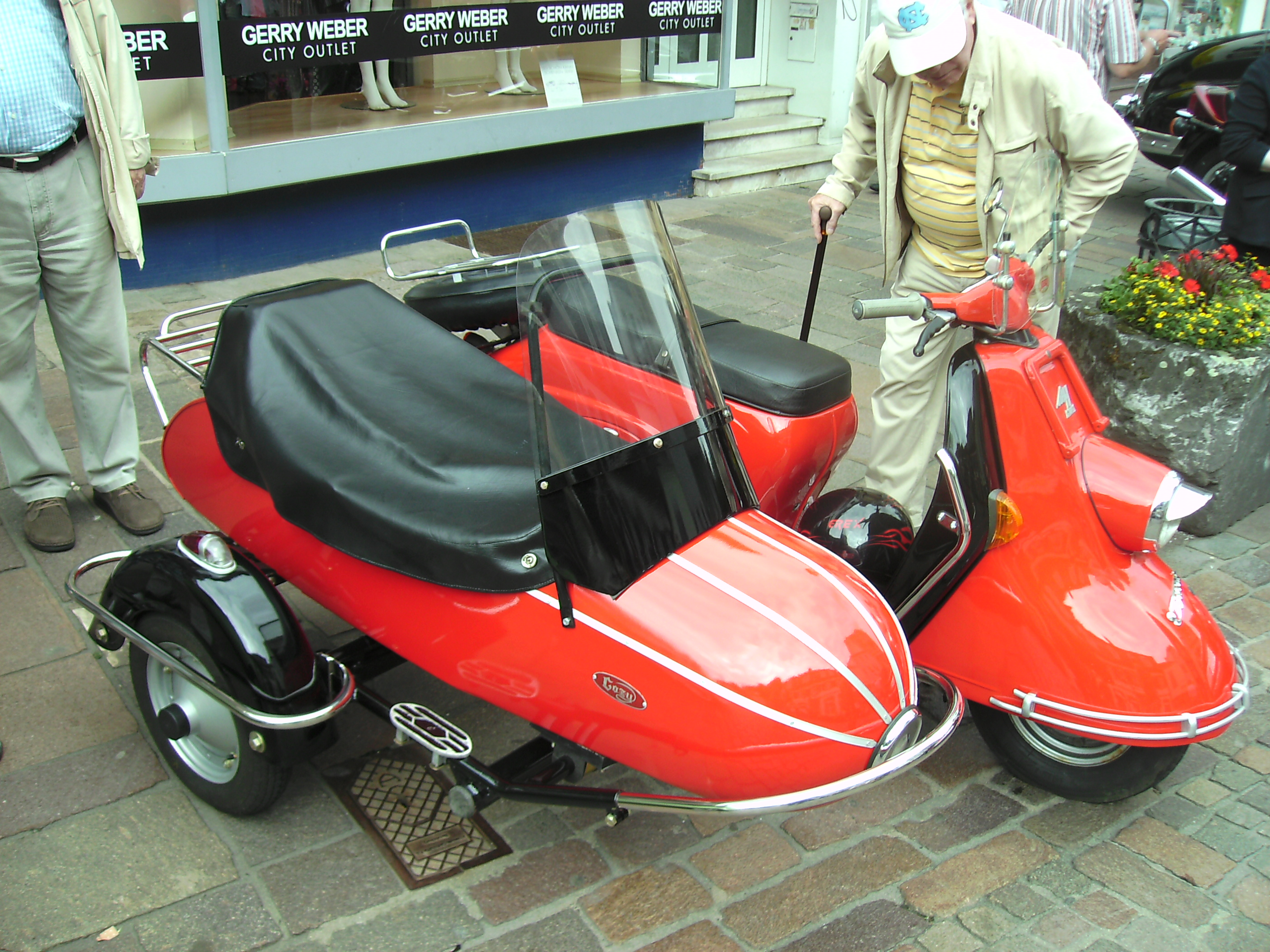

## Konkurrenzmodell
- IWL Pitty